# Jäla
Jäla är kyrkbyn i Jäla socken och en tidigare småort i Falköpings kommun i Västra Götalands län. År 1995 bodde 50 personer i Jäla och klassades då som småort. Efter år 2000 har befolkningen i Jäla understigit 50 personer, vilket gör att byn ej längre räknas som småort.